# In the Absence of Pink
In the Absence of Pink – album koncertowy zespołu Deep Purple. Materiał  zarejestrowany 22 czerwca 1985 po specjalnych uzgodnieniach między Connoisseur, BBC i Thames Talent oraz po reaktywacji zespołu w roku 1984 i ich triumfalnym powrocie na brytyjską ziemię podczas festiwalu Knebworth. Oryginalna wersja była wydana w roku 1991.
Utwór "Under the Gun" z jakiejś przyczyny nie został zarejestrowany przez BBC. Skrócona wersja "Woman from Tokyo" została nagrana, ale pominęta podczas tworzenia listy. "Lazy" również został pominięty, ale odzyskano go z bootlega z oryginalnej transmisji. "Difficult to Cure" jest adaptacją "Ody do radości" Beethovena z IX symfonii i zarejestrowany został kilka lat wcześniej przez Rainbow Blackmore’a.
Oryginalny CD miał czarno-różową okładkę oraz usterkę dźwięku w utworze "Speed King" – naprawioną w kolejnych wydaniach, które z kolei miały okładkę wydrukowaną na czarno.

Tytuł płyty zaczerpnięty został ze słów Iana Gillana poprzedzających koncert. Odnosząc się do deszczu i problemów technicznych, które opóźniały rozpoczęcie koncertu, powiedział: 

What we all need now is a tremendous amount of pink.
But, in the absence of pink, here's some blues.

Płyta nigdy nie została wydana oficjalnie poza Wielką Brytanią.

## Lista utworów
Wszystkie utwory, z wyjątkiem opisanych skomponowali Ian Gillan, Ritchie Blackmore, Roger Glover, Jon Lord i Ian Paice.

### CD 1
| 1. | "Highway Star"                                           | 6:57  |
|    |                                                          |       |
| 2. | "Nobody’s Home"                                          | 4:08  |
|    |                                                          |       |
| 3. | "Strange Kind of Woman"                                  | 8:47  |
|    |                                                          |       |
| 4. | "Gypsy's Kiss" (Gillan, Blackmore, Glover)               | 6:20  |
|    |                                                          |       |
| 5. | "Perfect Strangers" (Gillan, Blackmore, Glover)          | 6:54  |
|    |                                                          |       |
| 6. | "Lazy"                                                   | 7:03  |
|    |                                                          |       |
| 7. | "Knocking at Your Back Door" (Gillan, Blackmore, Glover) | 9:10  |
|    |                                                          |       |
|    |                                                          | 49:19 |
|    |                                                          |       |

### CD 2
| 1. | "Difficult to Cure" (Blackmore, Glover, Don Airey) | 9:23  |
|    |                                                    |       |
| 2. | "Space Truckin'"                                   | 14:49 |
|    |                                                    |       |
| 3. | "Speed King"                                       | 10:12 |
|    |                                                    |       |
| 4. | "Black Night"                                      | 6:43  |
|    |                                                    |       |
| 5. | "Smoke on the Water"                               | 10:24 |
|    |                                                    |       |
|    |                                                    | 51:31 |
|    |                                                    |       |

## Wykonawcy
- Ritchie Blackmore – gitara
- Ian Gillan – śpiew
- Roger Glover – gitara basowa
- Jon Lord – instrumenty klawiszowe
- Ian Paice – perkusja